# Kasteel Aigle
Kasteel Aigle is een middeleeuws kasteel in Aigle in het kanton Vaud in Zwitserland. Het kasteel in geregistreerd in de Zwitserse inventaris van cultureel erfgoed van nationaal en regionaal belang.
Het oorspronkelijke kasteel werd in de 12de eeuw gebouwd door een baron van Aigle.
Tegen het einde van de 12de eeuw was baron van Aigle een vazal van de graven van Savoye. In 1232 werd Aigle beleend aan twee broers, Jacob en Peter van Saillon, in ruil voor hun voorouderlijke kasteel in de Valais. Het kasteel verviel.
Enkele decennia later kreeg Aigle stadsrechten. Het kasteel werd herbouwd. In de 14de eeuw erfde Lord Compey de rechten van de familie van Saillon. Ook zij waren vazallen van de Savoyes, en zij besloten in Aigle hun hoofdkwartier te maken.
Het kasteel werd uitgebreid, de donjon werd aan de zuidkant gebouwd en enkele kleinere torens werden toegevoegd.
In 1464 deed Bern een eerste poging Aigle in te nemen omdat zij belangstelling hadden voor de Col du Pillon en de Col des Mosses passen die toegang gaven tot het Rhônedal.
Een tweede poging werd ondernomen tijdens de Bourgondische Oorlogen, ruim tien jaar later. Het kasteel werd verwoest, Jan Compey vluchtte maar werd in Vevey gedood.
Zijn zoon sneuvelde terwijl hij voor Karel de Stoute tegen de Zwitserse Confederatie vocht.
Na de oorlog kreeg de familie Compey haar rechten niet meer terug. Bern herbouwde het kasteel en maakte daar de zetel van het provinciaal bestuur. Dit bleef zo tot 1798, toen de Fransen binnenvielen en enkele maanden later de Helvetische Republiek werd opgericht.
In 1804 werd Aigle eigenaar van het kasteel. Tot 1976 werd het als gevangenis gebruikt.
Tegenwoordig is er een wijnmuseum in het kasteel gevestigd, het Musée de la Vigne et du Vin. Naast de ingang van het kasteel is het Maison de la Dîme, waarin een museum is over wijnetiketten. Het woord Dîme is een verkorting van het Franse dixième, een tiende, ofwel 1/10. Dit was de belasting, een tiende van de oogst, die door het regerende Bern werd geïnd, in dit geval van de druivenoogst voor de wijn. Het kasteel is namelijk inderdaad omgeven door wijnvelden